# سرية عمرو بن أمية الضمري الكناني
سرية عمرو بن أمية الضمري أو سرية عمرو بن أمية الضمري وسلمة بن أسلم بن حريس هي أحد سرايا الرسول.

## أحداث السرية
سبب السرية أن أبا سفيان قال لنفر من قريش ألا أحد يغتال لنا محمدا فإنه يمشي في الأسواق وحده، فأتاه رجل من الأعراب وقال قد وجدت أجمع الرجال قلبا وأشدهم بطشا وأسرعهم عدوا، فإذا أنت فديتني خرجت إليه حتى أغتاله فإن معي خنجرا كجناح النسر، وإني عارف بالطريق، فقال له أنت صاحبنا، فأعطاه بعيرا ونفقة، وقال له اطو أمرك. وخرج ليلا إلى أن قدم المدينة، ثم أقبل يسأل عن رسول الله فدل عليه، وكان في مسجد بني عبد الأشهل، فعقل راحلته وأقبل على رسول الله، فلما رآه قال إن هذا يريد غدرا، والله حائل بينه وبين ما يريد، فجاء ليجني على رسول الله، فجذبه أسيد بن حضير بداخلة إزاره فإذا بالخنجر فأخذ أسيد يخنقه خنقا شديدا، فقال له رسول الله أصدقني، قال وأنا آمن، قال نعم، فأخبره بأمره فخلى عنه رسول الله فأسلم، وقال يا رسول الله ما كنت أخاف الرجال، فلما رأيتك ذهب عقلي وضعفت نفسي، ثم اطلعت على ما هممت به، فعلمت أنك على الحق، فجعل رسول الله يبتسم.
عند ذلك بعث رسول الله عمرو بن أمية الضمري وسلمة بن أسلم بن حريس إلى أبي سفيان بمكة، وذلك بعد قتل خبيب بن عدي وصلبه على الخشبة، ومضى عمرو بن أمية يطوف بالبيت ليلا، فرآه معاوية بن أبي سفيان فعرفه، فأخبر قريشا بمكانه، فخافوه لأنه كان فاتكا في الجاهلية، وقالوا لم يأت عمرو بخير، واشتدوا في طلبه. وفي رواية: لما قدما مكة حبسا جمليهما ببعض الشعاب ثم دخلا ليلا، فقال له صاحبه يا عمرو لو طفنا بالبيت وصلينا ركعتين ثم طلبنا أبا سفيان، فقال له عمرو إني أعرف بمكة من الفرس الأبلق، فقال كلا إن شاء الله، قال عمرو فطفنا بالبيت وصلينا، ثم خرجنا لطلب أبي سفيان، فلقيني رجل من قريش فعرفني، وقال عمرو بن أمية فأخبر قريشا بي، فهربت أنا وصاحبي وصعدنا الجبل، وخرجوا في طلبنا فدخلنا كهفا في الجبل، ولقي عمرو رجلا من قريش فقتله، فلما أصبحنا ، غدا رجل من قريش يقود فرسا ونحن في الغار ، فقلت لصاحبي إن رآنا صاح بنا ، فخرجت إليه ومعي خنجر أعددته لأبي سفيان فضربته على يده فصاح صيحة أسمع أهل مكة ، فجاء الناس يشتدون فوجدوه بآخر رمق ، فقالوا من ضربك ، قال عمرو بن أمية ، وغلبه الموت فاحتملوه ، فقلت لصاحبي لما أمسينا النجاة ، فخرجنا ليلا من مكة نريد المدينة ، فمررنا بالحرس الذين يحرسون خشبة خبيب بن عدي ، فقال أحدهم لولا أن عمرو بن أمية بالمدينة لقلت إنه هذا الماشي ، فلما حاذيت الخشبة شددت عليها ، فحملتها واشتديت أنا وصاحبي فخرجوا وراءنا، فألقيت الخشبة فغيبه الله عنهم 